# Высший конституционный суд Египта
Высший конституционный суд Египта (араб.  المحكمة الدستورية العليا‎) (или  ВКС) — независимый судебный орган  Арабской Республики Египет со штаб-квартирой в пригороде Каира Маади.
Высший конституционный суд является высшим органом судебной власти, а после государственного переворота 2013 ещё и высшим органом государственной власти. Только он обязывает соблюдение контроля относительно конституционности законов и нормативных актов и обязан толкованием текстов законов в порядке, установленных законом. Кроме того, суд уполномочен в порядке своей компетенции разрешать споры между судебными и административными судами.
После того, как министр обороны страны Абдул-Фаттах Ас-Сиси объявил о приостановке действия Конституции Египта 3 июля 2013, исполнительная власть была переведена на Высший конституционный суд, а его глава Адли Мансур был назначен исполняющим обязанностями президента Египта.

## История
Создание Высшего конституционного суда сводился к аргументу, который был поднят над правами судов и других органов судебной власти, чтобы выразить вопрос конституционности законов, принятых органами законодательной власти. Этот аргумент утверждал, что рассмотрение вопросов о конституционности законов входит в компетенцию судов. Таким образом, он не наносит вреда принципам разделения властей. Аргумент, однако, основан на утверждении, что основное обсуждение этого вопроса касается в качестве основного правового акта и суть этого вопроса представлено в первую очередь как дело правового характера, например, толкование законов, которые были определены как неконституционные. Действительно, египетские законодатели приняли этот подход, когда был создан суд в 1969 году, который назывался тогда Верховным судом, положенный на соблюдение конституционности законов. Этот суд существовал до его замены ВКС в 1979 году.

## Структура
Создание суда было предусмотрено в тексте Конституции Египта 1971 года. Статьи от 174 до 178 говорили о суде, его компетенцию и его сотрудников. И, в соответствии со статьей 174, суд является независимым судебным органом, штаб-квартира которого находится в Каире. ВКС один занимается соблюдением конституционности законов и правил и предполагает толкование законодательных текстов. В силу конституционных положений был издан закон № 48/1979 «О Верховном суде». Статья № 25 этого закона указывает компетенции этого суда следующим образом:
- Соблюдение конституционности законов и правовых актов
- Принятие решений по спорам своим компетентным авторитетом среди судебных органов или органов судебной компетенции
- Принятие решений по спорам, которые могут иметь место как производство двух финальных противоречивых решений, где одно решение было принято одним из органов судебной власти, а другой — органом судебной компетенции
- И согласно положений статьи № 26 указанного закона, только ВКС имеет право толковать законы, выданным законодательной властью, и указы главы государства в случае возникновения разногласий относительно их реализации.

ВКС может, во всех случаях, принять решение о неконституционности какого-либо положения закона или правового акта.
Главный судья Высшего конституционного суда был главой президентской избирательной комиссии, которая контролировала и следила за президентскими выборами в 2005 году.

## Здание
Новое здание суда (строительство завершено в 2000 году) была разработана молодым египетским архитектором Ахмедом Мито. Это необычный современный пример архитектуры египтизирующего стиля, популярного в период развития направления историзма в XIX веке. Включает в себя консультативные залы, залы для 450 человек, офисы, библиотеку, музей и большой атриум, высотой до 18 метров и покрыт куполом.